# 寬口樸麗魚
寬口樸麗魚，為輻鰭魚綱鱸形目隆頭魚亞目慈鯛科的其中一種，分布於非洲維多利亞湖流域，棲息深度21-54公尺，體長可達22.9公分，棲息在中底層的水域，屬肉食性，以小魚、甲殼類等為食，生活習性不明。

## 擴展閱讀
維基物種上的相關：寬口樸麗魚